# Kheilia arrogans
Kheilia arrogans är en insektsart som beskrevs av Bolívar, I. 1898. Kheilia arrogans ingår i släktet Kheilia och familjen vårtbitare. Inga underarter finns listade i Catalogue of Life.